# Polichni
Polichni este un oraș în Grecia în prefectura Salonic.